# Barcinek (Bugaj)
Barcinek – część wsi Bugaj w Polsce, położona w województwie wielkopolskim, w powiecie poznańskim, w gminie Pobiedziska, nad Jeziorem Kowalskim.
W latach 1975–1998 Barcinek należał administracyjnie do województwa poznańskiego.
Pierwsza wzmianka pisana z 1340 r. Barcinek był własnością cysterek z Owińsk. Wieś liczącą 4 domy w roku 1781 przeniesiono na prawo olenderskie. Nazwa wsi może pochodzić od barci. W czasie II wojny światowej miejscowość nosiła nazwę Immenstedt.
Barcinek otoczony jest lasami. Od strony północnej sięga doliny rzeki Głównej, której część w latach 1978-1984 została zalana wodami jeziora Kowalskiego. Cmentarz mieszkających niegdyś na tym terenie ewangelików został całkowicie zniszczony podczas budowy zapory bocznej. Zbiornik pierwotnie miał służyć do nawadniania pól. Jego obecność pozwoliła jednak na rozwinięcie się zabudowy rekreacyjnej, w tym ogródków działkowych.
Lokalnym miejscem kultu jest krzyż odnowiony w 2006 r. znajdujący się w zachodniej części wsi.